# Дамакушени (Марамуреш)
Дамакушени (рум. Dămăcușeni) насеље је у Румунији у округу Марамуреш у општини Таргу Лапуш. Oпштина се налази на надморској висини од 341 m.

## Становништво
Према подацима из 2002. године у насељу је живело 971 становника.

### Попис2002.
| Расподела становништва по националности 2002.‍ | Расподела становништва по националности 2002.‍ | Расподела становништва по националности 2002.‍ | Расподела становништва по националности 2002.‍ | Расподела становништва по националности 2002.‍ |
| --------------------------------------------- | --------------------------------------------- | --------------------------------------------- | --------------------------------------------- | --------------------------------------------- |
|                                               |                                               |                                               |                                               |                                               |
| Румуни                                        | Румуни                                        |                                               | 103                                           | 10,7%                                         |
| Мађари                                        | Мађари                                        |                                               | 863                                           | 89,3%                                         |